# Cypseloides
Cypseloides es un género de aves apodiformes de la familia de los vencejos (Apodidae). Agrupa a nueve
especies.

## Especies
Se distinguen las siguientes especies:
- Cypseloides cherriei Ridgway, 1893 -- vencejo cuatro-ojos
- Cypseloides cryptus Zimmer, 1945 -- vencejo barbiblanco
- Cypseloides fumigatus (Streubel, 1848) -- vencejo negruzco
- Cypseloides lemosi Eisenmann & Lehmann, 1962 --vencejo pechiblanco
- Cypseloides niger (Gmelin, 1789) -- vencejo negro
- Cypseloides rothschildi Zimmer, 1945 -- vencejo parduzco
- Cypseloides rutilus -- vencejo cuellirrojo
- Cypseloides senex (Temminck, 1826) -- vencejo canoso
- Cypseloides storeri Navarro, A. T. Peterson, Escalante & Benítez, 1992 -- vencejo frentiblanco